# Nagatomi Yuya
Yuya Nagatomi (sinh ngày 30 tháng 7 năm 1982) là một cầu thủ bóng đá người Nhật Bản.

## Sự nghiệp câu lạc bộ
Yuya Nagatomi đã từng chơi cho Ehime FC và Kataller Toyama.